# セリエA (サッカー) 1948-1949
セリエA 1948-1949は、1898年に創設されてから47回目のイタリアサッカーリーグのトップディビジョンであり、1リーグ制で開催された17回目のシーズンである。前年優勝チームはトリノ。1949年5月4日、スペルガの悲劇と呼ばれる飛行機墜落事故が起きた。

## 概要
1947-1948年シーズンのセリエAからサレルニターナとアレッサンドリア、ヴィチェンツァ、ナポリがセリエBへ降格し、代わりにノヴァーラとパドヴァ、パレルモがセリエAへ昇格した。
トリノが5シーズン連続通算6回目のスクデットを獲得した。5連覇は1930-1931年シーズンから1934-1935年シーズンにかけてユヴェントスが達成して以来の快挙である。インテルのイシュトヴァーン・ニェルス（ステーファノ・ニェルス）が得点王に輝いた。

### スペルガの悲劇

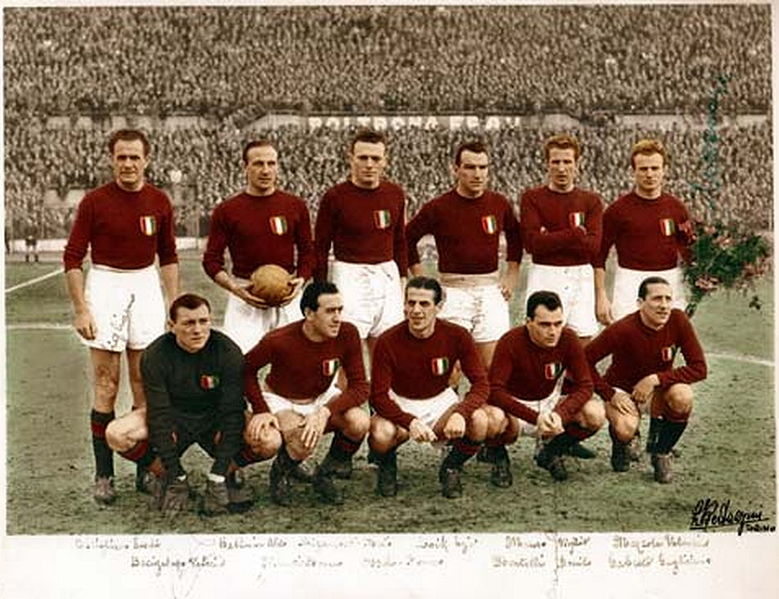
グランデ・トリノ

1939年にトリノの会長に就任したフェルッチョ・ノーヴォによって、後にグランデ・トリノと呼ばれる偉大なチームの基盤が作られた。トリノは1942-1943年シーズンから1947-1948年シーズンまでに4連覇を達成し、1942-1943年シーズンはコッパ・イタリアでも優勝した。1948-1949年シーズンも敵地でインテルと引き分けた第34節終了時点でインテルと勝ち点差4の首位に立っており、5連覇達成は目前だと考えられていた。
1949年5月3日、トリノ主将ヴァレンティーノ・マッツォーラの友人で引退を控えていたベンフィカのフランシスコ・フェレイラのためにリスボンでトリノとベンフィカの親善試合が行われた。翌日、トリノへ戻る途中に飛行機が墜落し、選手やクラブスタッフ、同行記者、乗務員など乗客全員が死亡した。事故後の臨時役員会で、トリノとスクデット争いをしていたインテルを含む複数のチームからの提案により、第34節終了時点で首位のトリノにスクデットを与えることが決定された。トリノは残りの4節をユースチームで戦い、対戦相手もユースチームで対抗した。スクデット争いには関係なかったが、4連勝でシーズンを終えた。
すぐにノーヴォ会長がチームの再建に着手したが、グランデ・トリノ再建は容易ではなく、1953年に会長を辞任した。その後もトリノはスペルガの悲劇以前のような輝きは取り戻せず、1958-1959年シーズンにはクラブ初のセリエB降格が決定した。

## 1948-1949年シーズンのセリエAのクラブ
| チーム名           | 前年成績 | セリエA通算在籍年数  |
| ------------------ | -------- | -------------------- |
| アタランタ         | 05位     | 06シーズン連続07回目 |
| バーリ             | 11位     | 04シーズン連続12回目 |
| ボローニャ         | 08位     | 17シーズン連続17回目 |
| フィオレンティーナ | 07位     | 07シーズン連続14回目 |
| ジェノア           | 12位     | 11シーズン連続16回目 |
| インテル           | 12位     | 17シーズン連続17回目 |
| ユヴェントス       | 02位     | 17シーズン連続17回目 |
| ラツィオ           | 10位     | 17シーズン連続17回目 |
| リヴォルノ         | 14位     | 06シーズン連続12回目 |
| ルッケーゼ         | 14位     | 02シーズン連続05回目 |
| ミラン             | 02位     | 17シーズン連続17回目 |
| モデナ             | 05位     | 03シーズン連続09回目 |
| ノヴァーラ         | 昇格     | 05シーズンぶり05回目 |
| パドヴァ           | 昇格     | 12シーズンぶり04回目 |
| パレルモ           | 昇格     | 10シーズンぶり05回目 |
| プロ・パトリア     | 08位     | 02シーズン連続06回目 |
| ローマ             | 17位     | 17シーズン連続17回目 |
| サンプドリア       | 14位     | 03シーズン連続03回目 |
| トリノ             | 01位     | 17シーズン連続17回目 |
| トリエスティーナ   | 02位     | 17シーズン連続17回目 |

## 順位表
| 順 | チーム             | 試 | 勝 | 分 | 敗 | 得 | 失 | 差  | 点 | 出場権または降格        |
| -- | ------------------ | -- | -- | -- | -- | -- | -- | --- | -- | ----------------------- |
| 1  | トリノ (C)         | 38 | 25 | 10 | 3  | 78 | 34 | +44 | 60 |                         |
| 2  | インテル           | 38 | 22 | 11 | 5  | 85 | 39 | +46 | 55 |                         |
| 3  | ミラン             | 38 | 21 | 8  | 9  | 83 | 52 | +31 | 50 |                         |
| 4  | ユヴェントス       | 38 | 18 | 8  | 12 | 64 | 47 | +17 | 44 |                         |
| 5  | サンプドリア       | 38 | 16 | 9  | 13 | 74 | 63 | +11 | 41 |                         |
| 5  | ボローニャ         | 38 | 12 | 17 | 9  | 53 | 46 | +7  | 41 |                         |
| 7  | ジェノア           | 38 | 14 | 12 | 12 | 51 | 51 | 0   | 40 |                         |
| 8  | ルッケーゼ         | 38 | 14 | 10 | 14 | 55 | 55 | 0   | 38 |                         |
| 8  | トリエスティーナ   | 38 | 13 | 12 | 13 | 59 | 59 | 0   | 38 |                         |
| 8  | フィオレンティーナ | 38 | 15 | 8  | 15 | 51 | 60 | -9  | 38 |                         |
| 11 | パレルモ           | 38 | 14 | 8  | 16 | 57 | 58 | -1  | 36 |                         |
| 11 | パドヴァ           | 38 | 12 | 12 | 14 | 45 | 64 | -19 | 36 |                         |
| 13 | ラツィオ           | 38 | 11 | 12 | 15 | 60 | 62 | -2  | 34 |                         |
| 14 | ローマ             | 38 | 12 | 8  | 18 | 47 | 57 | -10 | 32 |                         |
| 15 | ノヴァーラ         | 38 | 12 | 7  | 19 | 52 | 74 | -22 | 31 |                         |
| 15 | アタランタ         | 38 | 11 | 9  | 18 | 40 | 58 | -18 | 31 |                         |
| 17 | プロ・パトリア     | 38 | 11 | 8  | 19 | 51 | 61 | -10 | 30 |                         |
| 17 | バーリ             | 38 | 10 | 10 | 18 | 30 | 50 | -20 | 30 |                         |
| 19 | モデナ (R)         | 38 | 9  | 11 | 18 | 36 | 49 | -13 | 29 | セリエB 1949-1950へ降格 |
| 20 | リヴォルノ (R)     | 38 | 9  | 8  | 21 | 39 | 71 | -32 | 26 | セリエB 1949-1950へ降格 |

出典: Italy 1948/49 - RSSSF（英語）, フランコ・チェレッティ『セリエAの20世紀』横山修一郎（訳）、ビクターブックス、2000年3月9日、325頁。
順位の決定基準: 1. 勝点; 2. 得失点差; 3. 得点数.